# Dorcadion faldermanni
Dorcadion faldermanni là một loài bọ cánh cứng trong họ Cerambycidae.